# Dorset (hrabstwo Bennington)
Dorset – jednostka osadnicza w Stanach Zjednoczonych, w stanie Vermont, w hrabstwie Bennington.